# Peder Skyum-Nielsen
Peder Skyum-Aagaard (indtil 8. august 2009 Skyum-Nielsen) (10. marts 1948 – 18. oktober 2010) var en dansk professor og lingvist.
Han var søn af professor i socialpsykologi Svend Skyum-Nielsen, nevø af historikeren Niels Skyum-Nielsen og bror til forfatteren Erik Skyum-Nielsen. Far til Anne Brinch og journalist Rune Skyum-Nielsen. Gift 8. august 2009 med Dorit Aagaard.

## Karriere
Skyum-Aagaard modtog som 24-årig Odense Universitets guldmedalje i nordiske sprog. Han tog hovedsfagseksamen i dansk i 1974 og bifagseksamen i retorik i 1981 ved Københavns Universitet. Han blev ph.d. med afhandlingen Sproglig normgivning i 1979 og i 1992 dr.phil. med afhandlingen Fyndord.
Han var siden lektor i dansk og retorik ved Danmarks Lærerhøjskole og et enkelt år professor i erhvervssprog ved Handelshøjskole Syd. Fra 1997 til sin død virkede han som professor i sprog- og kommunikationsbeskrivelse ved Syddansk Universitet og var leder af forskningsprojektet Mediesproget Nu.
En overgang var han desuden sprogkonsulent for DR.
Peder Skyum-Nielsen er begravet ved Lundeborg Kirke.

## Udvalgt bibliografi
- Henrik Galberg Jacobsen; Peder Skyum-Nielsen (2007), Dansk sprog, ISBN 978-87-570-1699-4, Wikidata  Q66764404
- Peder Skyum-Nielsen (2. april 1979), "Et overblik over de instanser der (i Danmark) udfører sproglig normgivning", NyS (12): 136-154, doi:10.7146/NYS.V12I12.12957, Wikidata  Q109745552